# Coll d'Allí

El coll d'Allí, respecte del terme d'Abella de la Conca

El coll d'Allí és una collada situada a 1.406,2 m d'altitud situat en el terme municipal d'Abella de la Conca, a la comarca del Pallars Jussà.
Està situat al vessant meridional de la serra de Carreu, a la vall de la Torre d'Eroles, a l'oest-sud-oest d'aquell antic poble, i al nord-est del d'Abella de la Conca. És just a migdia del lloc conegut com la Mata, a la partida de Girvàs.
Al costat occidental té la vall del barranc de Cal Palateres i al costat oriental, la del barranc de la Torre.
Prop del coll d'Allí, al seu sud-est, es trobava la casa del Coll d'Allí, les ruïnes de la qual encara hi són. Per aquest indret passava el camí que duia d'Abella de la Conca a Carreu, superant la serra de Carreu pel pas de Castellnou, a llevant de Capdecarreu.

## Etimologia
Es tracta d'un topònim romànic modern, de caràcter descriptiu. Utilitza com a referència en el paisatge l'adverbi allí per la relativa proximitat tant als passos de la carena superior de la Serra de Carreu com a les masies de la Torre d'Eroles.